# Люк Робертс (актор)
Люк Робертс (англ. Luke Roberts, нар. 5 жовтня 1977, Вудбрідж, Саффолк, Англія ) - англійський актор.
Робертс грав постійну роль Джозефа Бірна в медичній мильній опері Холбі Сіті протягом шести сезонів  . У нього була одна з провідних ролей у серіалі «Перекресток», що недовго проіснував, а також головна роль у драмі Sky1 « Стюардеси ». У 2016-2017 роках. Робертс з'являвся в регулярній ролі Вудса Роджерса в серіалі " Чорні вітрила ", а також виконав роль сера Артура Дейна у шостому сезоні телесеріалу HBO " Гра престолів ".

## Фільмографія
| Рік  | Українська назва                           | Оригінальна назва                           | Роль          | Примітки        |
| ---- | ------------------------------------------ | ------------------------------------------- | ------------- | --------------- |
| 2005 |                                            | Ambition                                    | Брюс          |                 |
| 2010 |                                            | Pull                                        | Люк           | Короткометражка |
| 2011 | Пірати Карибського моря: На дивних берегах | Pirates of the Caribbean: On Stranger Tides | капітан варти |                 |
| 2013 | Темний принц                               | Dracula: The Dark Prince                    | Дракула       |                 |
| 2014 | 300 спартанців: Розквіт імперії            | 300: Rise of an Empire                      | м'ясник       |                 |

| Рік         | Українська назва         | Оригінальна назва  | Роль                 | Примітки                                 |
| ----------- | ------------------------ | ------------------ | -------------------- | ---------------------------------------- |
| 2001        | Брати по зброї           | Band of Brothers   | Герберт Дж. Сьюрт    | Міні-серіал; епізод "Crossroads"         |
| 2003        | Перехрестя               | Crossroads         | Райан Семпсон        | Епізоди невідомі                         |
| 2004-05     | Стюардеси                | Mile High          | капітан Ден Пітерсон | Головна роль (сезон 2); 20 епізодів      |
| 2005        | Холбі Сіті               | Holby City         | Деніел Фрайєр        | Епізод "No Pain, No Gain"                |
| 2006-11     | Холбі Сіті               | Holby City         | Джозеф Бірн          | Головна роль (сезони 8-13); 200 епізодів |
| 2006        | Дядько Макс              | Uncle Max          | Ханк                 | Епізод "Uncle Max Goes Bowling"          |
| 2008        | Поліція Холбі            | HolbyBlue          | Джозеф Бірн          | Епізод 2.1                               |
| 2011        | Закон та порядок: Лондон | Law & Order: UK    | Том Хартсон          | Епізод "Fault Lines"                     |
| 2013        | Красуня і чудовисько     | Beauty & the Beast | Коннор Сервіно       | Епізод "Seeing Red"                      |
| 2013        | Царство                  | Reign              | Саймон Вестбрук      | 2 епізоди                                |
| 2014        | Таксі: Південний Бруклін | Taxi Brooklyn      | Ріс Річардс          | 5 епізодів                               |
| 2015        | Вовчий зал               | Wolf Hall          | Генрі Норріс         | Друга роль; 5 епізодів                   |
| 2015        | Охоронці голубів         | The Dovekeepers    | Яким Бен Сімон       | Міні-серіал; епізод "Night One"          |
| 2016-17     | Чорні вітрила            | Black Sails        | Вудс Роджерс         | Головна роль; 13 епізодів                |
| 2016        | Гра престолів            | Game of Thrones    | сер Артур Дейн       | Епізод " Клятвозлочинець "               |
| 2017- т. ч. | Викуп                    | Ransom             | Ерік Бомонт          | Головна роль; 13 епізодів                |

| Рік  | Українська назва     | Оригінальна назва    | Роль             | Примітки |
| ---- | -------------------- | -------------------- | ---------------- | -------- |
| 2012 | Risen 2: Dark Waters | Risen 2: Dark Waters | безіменний герой | Голос    |